# Gérard Depardieu
Gérard Xavier Marcel Depardieu , francoski filmski igralec,  * 27. december 1948, Châteauroux, Indre, Francija.

## Življenjepis
Depardieujev oče je bil delavec v kovinarstvu. Igrati je začel v 70. in zgodnjih 80. letih 20. stoletja. Postal je eden od vodilnih francoskih filmskih igralcev. V Truffautovem filmu Ženska iz sosednje sobe (La Femme d'à côté) je igral poleg Fanny Ardant in s to vlogo je opozoril nase. Za vlogo v filmu Le Dernier métro je prejel svojega prvega Cezarja za najboljšega igralca.
Štirinajstkrat so ga izbrali za Cezarja kot najboljšega igralca. Po prvi nagradi v letu 1981 je drugič prejel nagrado leta 1991 za vlogo v filmu Cyrano de Bergerac. Za to vlogo so ga leta 1990 predlagali za Oskarja. Poleg omenjenih nagrad je prejel še:
- 1997: Lion d'or: Beneški filmski festival,
- 1991: Nagrada zlate oble za najboljšega igralca za njegovo vlogo v filmu Zelena karta (Green Card),
- 1990: Nagrada najboljšega igralca: Cannski filmski festival za njegovo vlogo v filmu Camille Claudel,
- 1985: Nagrada najboljšega igralca: Beneški filmski festival za njegovo vlogo v filmu Policija (Police).

V 90. letih je uspel tudi v Severni Ameriki. Najpomembnejši vlogi v angleških filmih sta vlogi v filmu Zelena karta z Andie MacDowellovo in 1492: Osvojitev raja (1492: Conquest of Paradise).
Depardieu je najbolje plačani filmski igralec v Franciji in eden od najvplivnejših znotraj francoske filmske industrije. Poleg igralskih vlog v skoraj šestdesetih filmih je igral, režiral ali tudi produciral nekaj večjih filmov preko lastne družbe »DD Productions«.

## Filmografija
- Hello Goodbye (2009)
- CQ (2002),
- Kabinet (Le Placard) (2001),
- Les Misérables (2001) (TV mininadaljevanka, soprodukcija),
- 102 dalmatinca (102 Dalmatians) (2000),
- Most (Un Pont entre deux rives) (2000) (vloga, produkcija, režija)
- Balzac: Življenje strasti (Balzac: A Life of Passion) (1999),
- Grof Monte Cristo (Le comte de Monte Cristo) (1999) (TV mininadaljevanjka),
- Mož z železno masko (The Man in the Iron Mask) (1998) (v angleščini),
- (Bogus) (1996) (v anglešcini),
- Moj oče heroj (My Father, the Hero) (1994) (v anglešcini),
- 1492: Osvojitev raja (1492: Conquest of Paradise) (1992) (v angleščini),
- Uran (Uranus) (1990),
- Cyrano de Bergerac (1990)
- Zelena karta (Green Card) (1990) (v angleščini),
- Camille Claudel  (1989),
- Jean de Florette (1986),
- Policija (Police) (1985),
- Le Dernier métro (1981),
- Ženska iz sosednje sobe (La Femme d'à côté) (1981),
- 1900 (1976)